# Karl Aage Rasmussen
Pour les articles homonymes, voir Rasmussen.
Karl Aage Rasmussen, né le 13 décembre 1947 à Kolding au Danemark, est un compositeur et auteur danois.

## Œuvres
Opéra
- Jephta (1977)
- Majakovskij (1978)
- Jonah (radio opera 1983)
- Our Hoffmann (1986)
- The Sinking of the Titanic (1993)
- Sakontala (reconstruction of an unfinished opera by Franz Schubert, 2003)

Orchestre
- Recapitulations (1968)
- Symphonie Classique (1969)
- Anfang und Ende (1973)
- A Symphony in Time (1982)
- Movements on a Moving Line (1987)
- Three Friends (1995)
- The Lion, the Mouse, the big Elephant and Jens, the Ant (1997, tale for children after Asger Jorn)
- Scherzo with Bells (1996)
- A Tempo (2001)
- Postludes, for 23 solo strings (2007)
- Building (2007)

Œuvres concertantes
- Contrafactum, cello concerto (1980)
- Violin concerto ("Sinking through the Dream Mirror", 1993)
- Double concerto for harp and guitar (1998)
- Invisible Mirrors, for guitar and chamber orchestra (1999)
- Concerto for baroque oboe and (period) stringe (2015)
- Concerto for baroque violin (2017)

Musique de chambre
- This moment (1966)
- Resonance (1972)
- Love is in the World (1975)
- A Ballad of Game and Dream (1975)
- Berio Mask (1977)
- Parts Apart (1978)
- Italian concerto (1981)
- Four, Five – for brass quintet (1982)
- Solos and Shadows (string quartet, 1983)
- Surrounded by Scales (string quartet, 1985)
- Movements on a Moving Line (chamber version, 1988)
- Webs in a Stolen Dream (1996)
- Twin Dream (1998)
- Trauergondol (1998)
- Camera oscura, saxophone quintet (2001)
- Liri for flute, clarinet, bassoon, strings and piano (2008)
- Scherzino - a homage to Brahms (2015) for clarinet, violin, cello and piano
- Follia, follia ... for 2 oboes, bassoon, string quintet and harpsichord (2015)
- Græs for large unaccompanied choir (2018)
- Gleichwie das Gras, Cantata nach Bach (2019)

Piano solo
- 13 Etudes and Postludes (1990)
- Contrary Dances (1992)
- Barcarole (1996)
- Sonata IV (completion of Robert Schumann's unfinished fourth piano sonata)

Arrangements, transcriptions, etc.
- Carl Nielsen: Commotio, interpretation for full orchestra (2000)
- Franz Schubert: Symphony in E  (Gastein), reconstruction (2004)
- Robert Schumann: Five lieder (lyrics by Hans Christian Andersen), version for orchestra (2005)
- Franz Schubert: Der Taucher, version for orchestra (2006)
- Johannes Brahms: Serenade 1 in D major, version for 10 instruments
- Johannes Brahms: Serenade 2 in A major, version for 10 instruments
- Igor Stravinsky: Concertino, version for 9 instruments
- Erik Satie: Sports et divertissement, version for 7 instruments
- Antonio Vivaldi: The Four Seasons, a new reading for soloists, period strings and continuo
- Niels W. Gade: Piano trio in B-flat major, 1839, three unfinished movements completed

## Enregistrements
- The Four Seasons after Vivaldi par le Concerto Copenhagen, dir. Lars Ulrik Mortensen, label Dacapo Records (2018)
- Alone and Together par le Concerto Copenhagen, dir. Lars Ulrik Mortensen, label Dacapo Records (2019)